# Będzino
Będzino (deutsch Alt Banzin) ist ein Dorf im Powiat Koszaliński (Kösliner Kreis) der polnischen Woiwodschaft Westpommern. Das Dorf ist der Verwaltungssitz der Gmina Będzino (Gemeinde Alt Banzin).

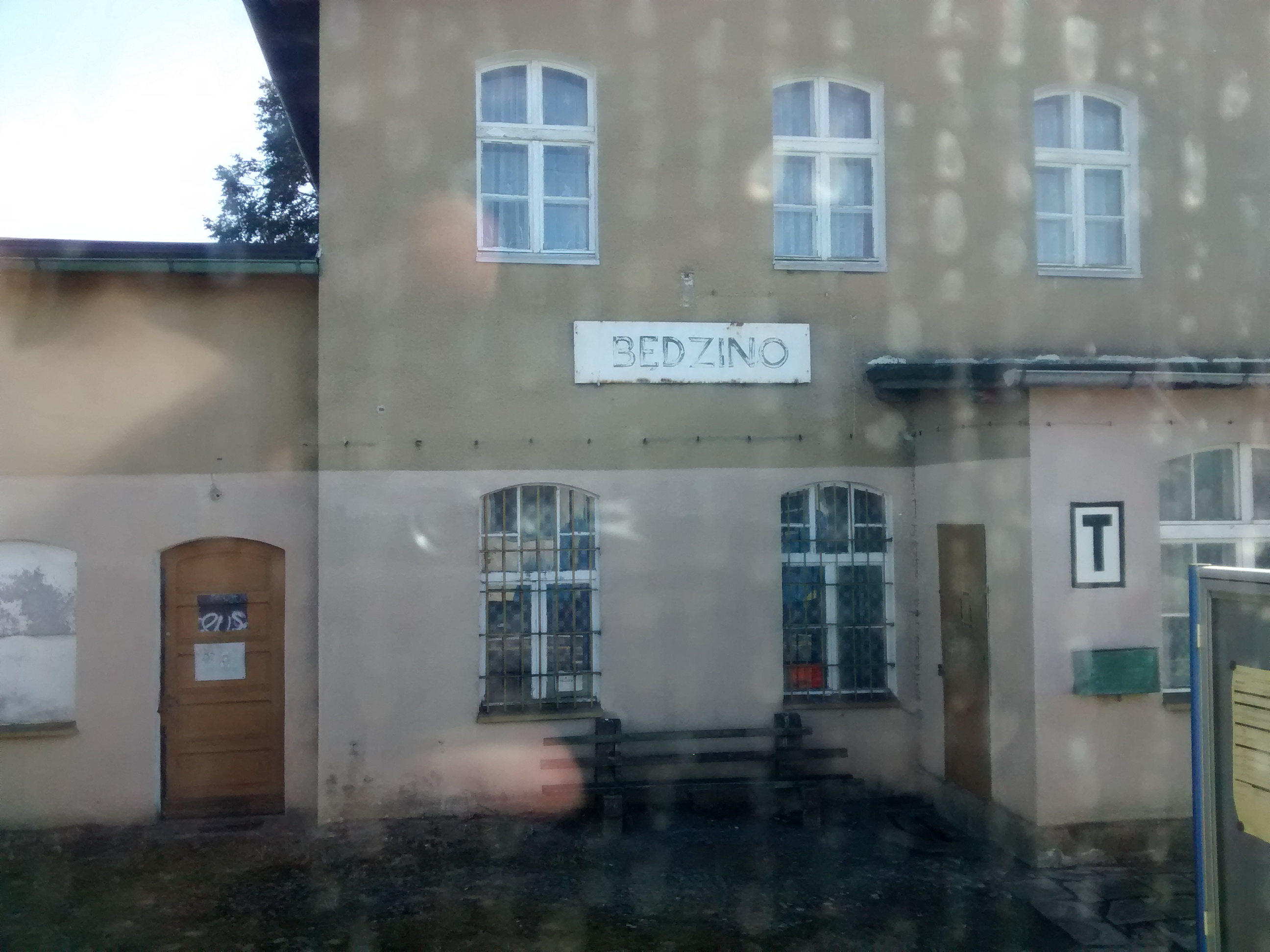
Bahnstation (Aufnahme 2014)

## Geographische Lage
Die Ortschaft liegt in Hinterpommern, etwa 17 Kilometer westlich von Köslin (Koszalin) und fünf Kilometer südlich der Ostseeküste.
Zu erreichen ist der Ort über die polnische Landesstraße 11 von  Kolberg (Kołobrzeg) nach Beuthen/Oberschlesien (Bytom) (zwischen Kolberg und Kolmar in Posen ehemalige deutsche Reichsstraße 160). Der Ort ist eine Haltestelle an der Bahnstrecke Koszalin–Goleniów (Köslin–Gollnow).

## Geschichte
Einst gehörte Alt Banzin zum Amt Bast (heute polnisch: Łękno), das nach Verlegung des Amtssitzes in „Amt Kasimirsburg“ (Kazimierz Pomorski) umbenannt wurde.
In preußischer Zeit kam Alt Banzin in den Landkreis Köslin im Regierungsbezirk Köslin der Provinz Pommern. Bis 1945 war der Ort ein Teil des Amtes Varchmin (Wierzchomino), zu dessen Standesamtsbezirk es ebenfalls gehörte. Das zuständige Amtsgericht stand ebenso wie das Finanzamt in Köslin (Koszalin).
Im Jahre 1905 waren in Alt Banzin 422 Einwohner registriert, deren Zahl 1925 auf 443 anstieg und 1933 noch 414 sowie 1939 wieder 439 betrug.
Nach 1945 wurde der deutsche Ort Alt Banzin unter polnische Verwaltung gestellt und erhielt den polnischen Namen Będzino. Die kommunistische polnische Administration führte in der Nachkriegszeit  die „wilde“ Vertreibung der einheimischen Bevölkerung durch.

## Kirche
Die bis 1945 in Alt Banzin lebende Bevölkerung gehörte überwiegend zur evangelischen Kirche. Der Ort war in das Kirchspiel Bast eingepfarrt, in das auch die Orte Kasimirsburg, Poppenhagen, Schützenwerder und Todenhagen integriert waren.
Das Kirchspiel Bast lag im Kirchenkreis Köslin im Ostsprengel der Kirchenprovinz Pommern der Kirche der Altpreußischen Union.
1940 wurden in der Pfarrei 1150 Gemeindeglieder gezählt. Nach Abnahme der evangelischen Gemeindeglieder nach 1945 aufgrund der Vertreibung ist der Ort Będzino heute in das evangelische Kirchspiel Koszalin (Köslin) der Diözese Pommern-Großpolen in der Evangelisch-Augsburgischen Kirche in Polen eingegliedert.
Heute leben fast ausnahmslos katholische Einwohner in Będzino. Es besteht die Pfarrei św. Jana Chrzciceala (Johannes d. Täufer), die zum Dekanat Mielno (Großmöllen) im Bistum Köslin-Kolberg der Katholischen Kirche in Polen gehört.

## Söhne und Töchter des Ortes
- Willy Raatz (1910–2010), deutscher bildender Künstler